# Distretto di Udupi
Il distretto di Udupi è un distretto del Karnataka, in India, di 1 109 494 abitanti. È situato nella divisione di Mysore e il suo capoluogo è Udupi.
Nel distretto, a circa 70 km dal capoluogo si trova la città di Barkur con numerosi templi del XV e del XVI secolo, tra i quali il principale è il tempio Panchalingeshavara.